# Hamiltoniauletes trifasciatus
Hamiltoniauletes trifasciatus is een keversoort uit de familie Rhynchitidae. De wetenschappelijke naam van de soort is voor het eerst geldig gepubliceerd in 1870 door Suffrian.